# Steganthera moszkowskii
Steganthera moszkowskii är en tvåhjärtbladig växtart som först beskrevs av Janet Russell Perkins, och fick sitt nu gällande namn av Kanehira & Hatusima. Steganthera moszkowskii ingår i släktet Steganthera och familjen Monimiaceae. Inga underarter finns listade i Catalogue of Life.